# Oxygonum tristachyum
Oxygonum tristachyum är en slideväxtart som först beskrevs av John Gilbert Baker, och fick sitt nu gällande namn av Joseph Marie Henry Alfred Perrier de la Bâthie. Oxygonum tristachyum ingår i släktet Oxygonum och familjen slideväxter. Inga underarter finns listade i Catalogue of Life.